# La ley del desierto / La ley del mar
La ley del desierto / La ley del mar es el segundo álbum de estudio publicado por el grupo musical español Radio Futura en 1984. Publicado por Ariola, el disco supone el segundo trabajo de la banda, y el primero que esta reconoce como propio tras la renuncia al anterior Música moderna.
Por aquel entonces y tras el abandono de alguno de los miembros originales, Radio Futura estaba compuesta por los hermanos Santiago (voz, guitarra rítmica) y Luis Auserón (bajo), junto a Enrique Sierra (guitarra solista) y el batería Carlos Solrac Velázquez, colaborador desde la grabación de Música moderna y miembro estable de la banda desde 1981.

## Antecedentes y grabación
En otoño de 1983, y tras finalizar su controvertido contrato con Hispavox, Radio Futura llega a un acuerdo con la casa discográfica Ariola para editar su segundo álbum, La ley del desierto / La ley del mar, grabado en los estudios Doublewtronics de Madrid con la dirección de Jesús Gómez entre diciembre de 1983 y enero de 1984, y mezclado del 1 al 10 de febrero entre Gómez y el grupo, lanzándose a continuación. En realidad, dada la mala experiencia con su anterior discográfica, Radio Futura prefiere no firmar contrato alguno (este se acaba firmando para el siguiente disco), y autoproduce el álbum ("pedimos un estudio barato en que pudiéramos estar un montón de horas y aprender"). En opinión del grupo aquello acabó lastrando el disco por su falta de experiencia y está en la raíz de la razón por la que algunos temas de La ley... han sido regrabados en varias ocasiones.
En todo caso el disco, cuyo repertorio había sido rechazado durante años por Hispavox pero ya era conocido por los seguidores de la banda al haber sido profusamente interpretado en directo, lo convierte en un rápido éxito de ventas.

## Propuesta conceptual y referencias musicales
Como su propio nombre indica, el LP está dividido en dos partes. La primera parte, La ley del desierto / La ley del mar, tiene un carácter más punk y metálico, seco y duro; la segunda, La ley del mar, con sonidos más acuosos, inicia la senda "latina" de Radio Futura. En los textos incluidos en la carpeta del disco Santiago reflexionaba:

La ley del desierto es el agua. Pero ¿la ley del mar? No es la tierra ni el barco, sino el metal, una temible vibración del espíritu: la voluntad del capitán Ahab, tendida como un arpón hacia delante, la luz del abismo que atrae a los cuerpos [...]
Pero la ley del desierto es aún más implacable. Nadie puede hundirse de una vez por todas en su inmensidad, sino vagar alerta, a la espera de un ruido: la alegría del agua, en pequeñas dosis. Los desiertos son las playas del futuro.

De esa mezcla de referencias musicales nace el disco que supone la transición entre los primeros trabajos influenciados por la Nueva Ola (con The Stranglers o The Clash como referentes) al incipiente rock latino; en ese paso la influencia de los Talking Heads sigue dejándose notar, como ya lo había hecho en el sencillo lanzado un año antes «Dance Usted». Todo ello con el cuidado en las letras propio de 
la banda.

### La ley del desierto
En la primera parte encontramos esas influencias primigenias aún latentes: la percusión metálica y electrónica de «Tormenta de arena» o los ecos glam de «Hadaly», hasta dar con el primer atisbo de fusión africana con la por otro lado muy funk «Escuela de Calor», quizá la canción más conocida de Radio Futura.

Con «Escuela de calor» quería meter el castellano en una rítmica afroamericana. En esa época tocábamos con pulsión casi punki, pero queríamos que tuviese una subdivisión funk. Y entre el punk y el funk queríamos que el castellano se expresase con libertad
Santiago Auserón en Rolling Stone.

Se realizaría un videoclip de Escuela de Calor sería realizado como parte de un proyecto del programa televisivo La edad de oro de Paloma Chamorro, que proporcionó los medios para que la propia banda lo realizase, siendo uno de los primeros de la música española.

### La ley del mar
En la segunda parte del disco destaca rotundamente «Semilla negra», que se convierte en la primera piedra en el largo camino hacia ese primer rock latino del que la banda sería pionera, y que acabaría influyendo apreciablemente en la producción de pop-rock en castellano en los siguientes años. 
Curiosamente, la canción no estaba pensada originalmente para el grupo: además de su trabajo con él, en ocasiones Santiago componía por encargo. Junto a Luis compuso «Semilla negra» para Miguel Bosé, que le pidió que realizara una canción "de estilo moderno". Una vez compuesta, grabada y entregada la maqueta del tema, Bosé lo descartó (en una entrevista de radio en 1998, y sin desvelar el nombre del artista, el grupo bromeaba sobre su supuesta incapacidad para cantarla, dada la voz casi "femenina" de Santiago). Además, Santiago confesó que le daba pena "soltarla", y la llevó al local de ensayo del grupo. El grupo, especialmente Solrac expresó sus dudas: no era el estilo de "estética dura" que estaban buscando, sonaba "un poco... hispanoamericana".

El caso es que fue la primera vez que se habló de... En cuanto me decían que no a algo,
sacaba mis armas de filosofía y trataba de convencerles "mira, que yo creo que en el futuro
el rock latino, por lógica, tiene que acabar existiendo..."
Santiago Auserón
Entrevista en M-80 Radio, julio de 1998.

"Hablábamos muchísimo de música en la furgoneta, y yo insistía en acercarnos al reggae, al Caribe, Cuba, a esa cosa afroespañola".
Santiago Auserón.

### Sencillos
En cuanto a los sencillos extraídos, «Escuela de calor» se lanzaría junto a «Historia de play-back» como cara B. El sencillo alcanzaría pronto el número 1 de ventas. De hecho posteriormente se editaría un maxi-single con cuatro temas: en la cara A las dos versiones de «Escuela de Calor» incluidas en el disco (incluyendo la instrumental), con «Un africano por la Gran Vía» y «Dub» en la B. Este último tema sólo sería editado en este maxisencillo y en el formato casete (junto con otro tema no incluido en el vinilo, «Duda»).
También aparecería como sencillo «Semilla negra» (con «En Portugal» como cara B). El tema sería remezclado en Londres junto con el guitarrista y compositor Raimundo Amador, que añadiría a los ritmos caribeños presentes en la versión original su toque flamenco, obteniendo cierta repercusión internacional. La producción correría a cargo de Joe Dworniak y Duncan Bridgeman; la banda quedó tan satisfecha con la producción que conservaría a los productores para su siguiente trabajo; de hecho Dworniak siguió colaborando con el grupo durante años, y en alguna ocasión ha sido descrito por el grupo como un miembro más de Radio Futura.
En 2010 el periodista musical Jesús Ordovás, en su libro "Los discos esenciales del pop español", eligió La ley del desierto / La ley del mar de entre los de Radio Futura.

## Lista de canciones
| La Ley Del Desierto / La ley del mar |                                                                 |          |  |
| N.º                                  | Título                                                          | Duración |  |
| 1.                                   | «Tormenta de arena» (L.Auserón/S.Auserón)                       | 4:07     |  |
| 2.                                   | «Hadaly» (S.Auserón)                                            | 3:05     |  |
| 3.                                   | «Escuela de calor» (J.C.Velázquez/E.Sierra/L.Auserón/S.Auserón) | 3:31     |  |
| 4.                                   | «Escuela de calor (instrumental)» (S.Auserón)                   | 3:05     |  |
| 5.                                   | «Historia de Play-Back» (S.Auserón)                             | 3:06     |  |
| 6.                                   | «La ley» (J.C.Velázquez/E.Sierra/L.Auserón/S.Auserón)           | 4:06     |  |

| N.º | Título                                              | Duración |  |
| 7.  | «En Portugal» (L.Auserón/S.Auserón)                 | 3:37     |  |
| 8.  | «Oscuro affaire» (E.Sierra/L.Auserón/S.Auserón)     | 3:21     |  |
| 9.  | «La secta del mar» (E.Sierra/S.Auserón)             | 3:32     |  |
| 10. | «Un africano por la Gran Vía» (L.Auserón/S.Auserón) | 3:25     |  |
| 11. | «El nadador» (S.Auserón)                            | 3:37     |  |
| 12. | «Semilla negra» (L.Auserón/S.Auserón)               | 4:14     |  |

## Posición en las listas de popularidad
Esta información es una adaptación de Acclaimed Music:
| Publicación | País           | Lista                                                     | Año  | Puesto |
| ----------- | -------------- | --------------------------------------------------------- | ---- | ------ |
| Al borde    | Estados Unidos | Al borde - Los 250 mejores álbumes de rock iberoamericano | 2006 | 62     |
| Efe Eme     | España         | Los 200 mejores discos de pop español                     | 2003 | 33     |
| Rockdelux   | España         | Los 100 mejores discos españoles del siglo XX             | 2004 | 13     |
| Rockdelux   | España         | 30 años: 300 discos                                       | 2014 | 63     |